# 스테판 롤랑

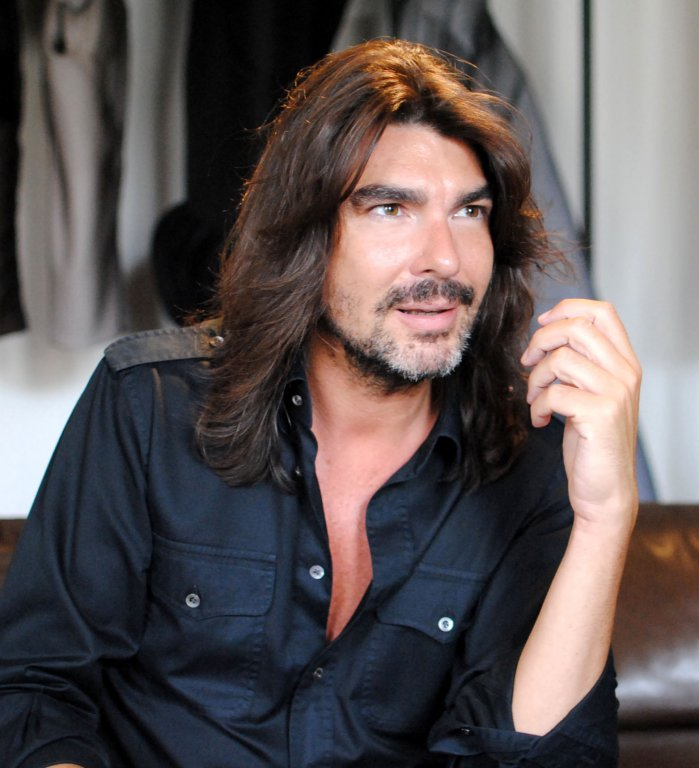
스테판 롤랑

스테판 롤랑(Stéphane Rolland)은 프랑스의 패션 디자이너이자 오트 쿠튀르 브랜드이다.